# Cariati
Cariati (griech.: Kariates) ist eine italienische Gemeinde in der Provinz Cosenza in der Region Kalabrien. Sie liegt auf der Westseite des Golfs von Tarent, ca. 62 km Luftlinie nordöstlich von Cosenza und hat 8615 Einwohner (Stand am 31. Dezember 2013).
Die Nachbargemeinden sind: Crucoli (KR), Scala Coeli und Terravecchia.

## Einzelnachweise

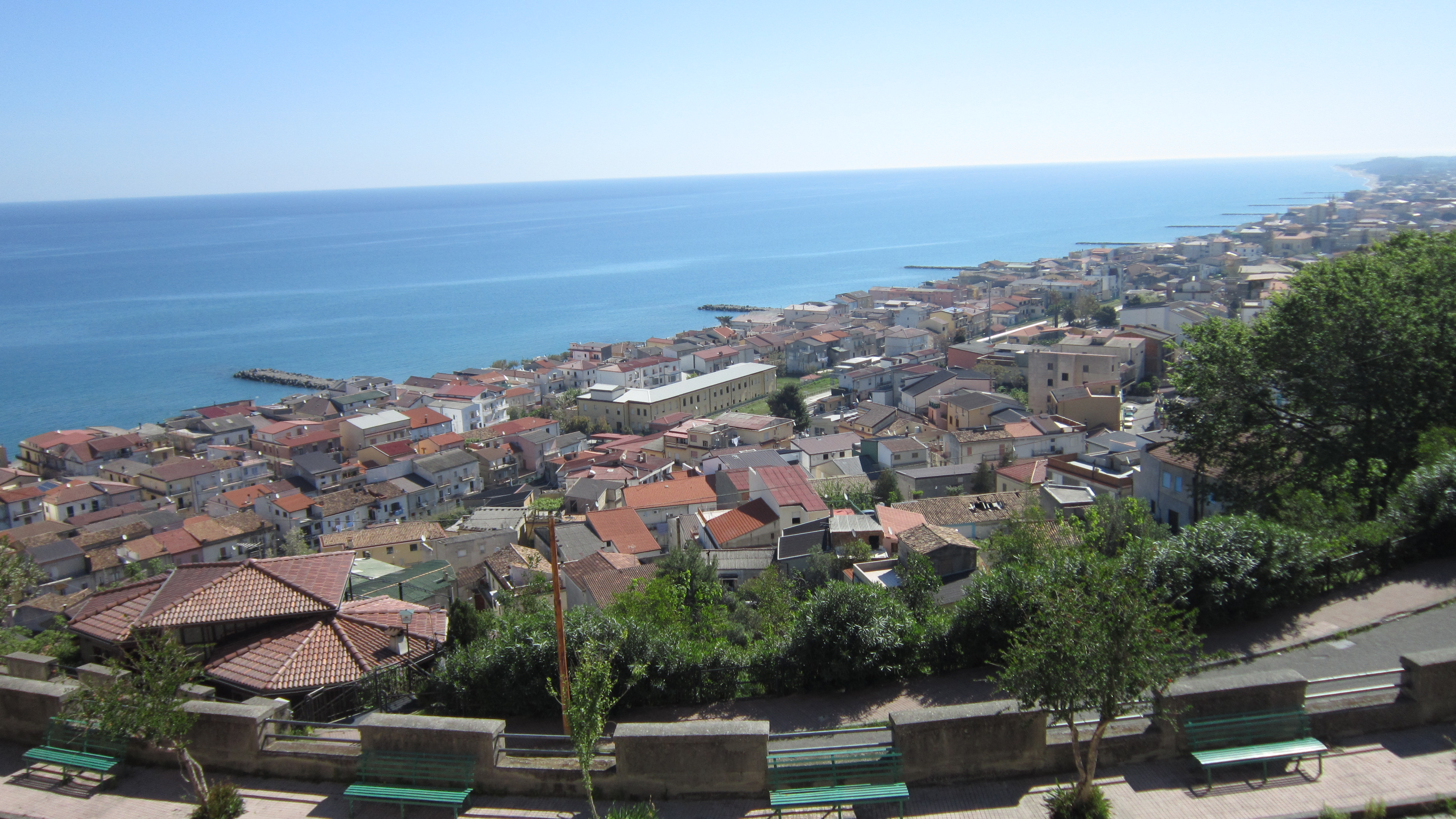
Blick auf Cariati

## Söhne und Töchter der Stadt
- Francesco Cozza (* 1974), Fußballspieler
- Vittorio Tosto (* 1974), Fußballspieler
- Domenico Maietta (* 1982), Fußballspieler
- Domenico Berardi (* 1994), Fußballspieler